# Modos de aborto da Soyuz

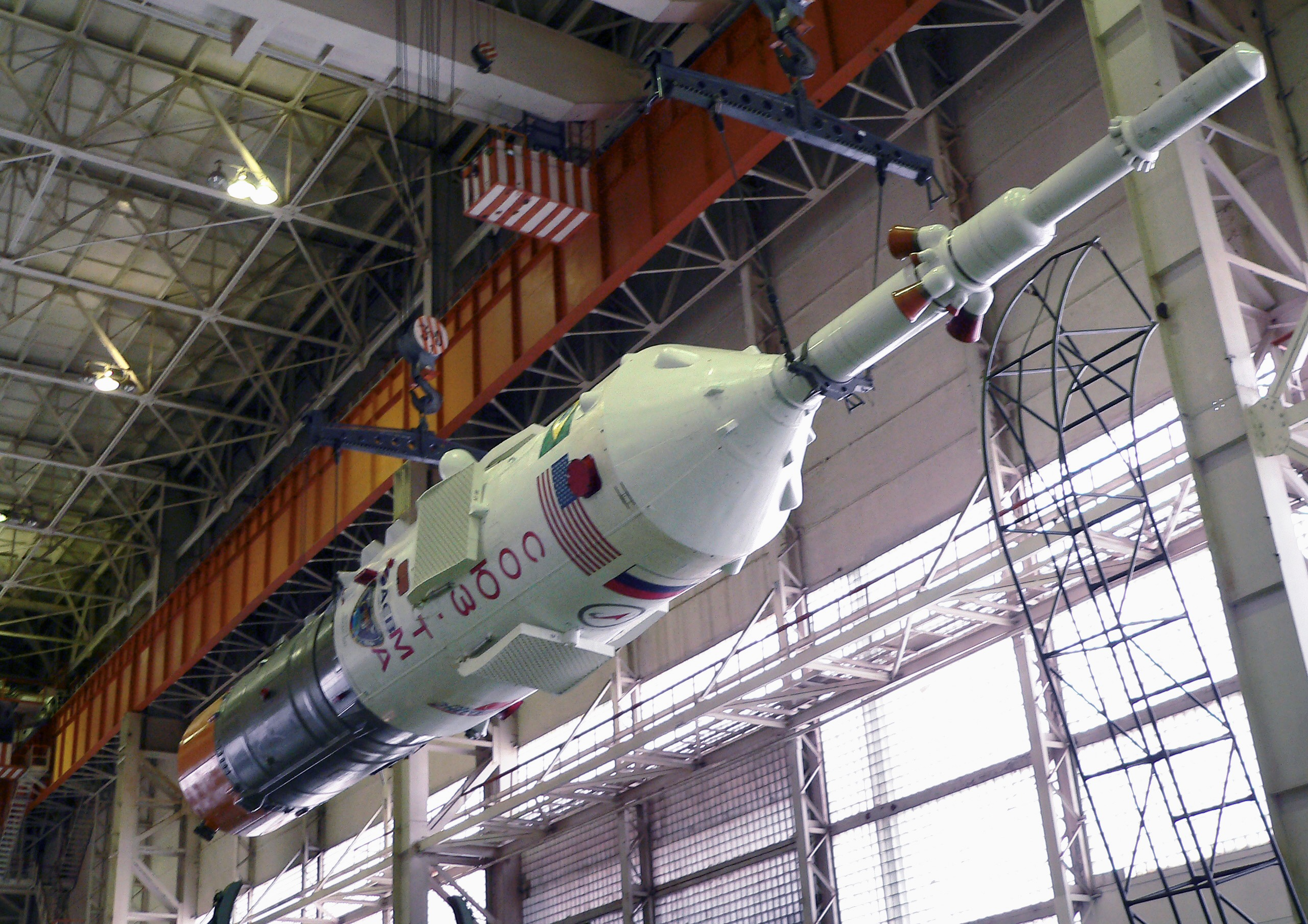
A cápsula e o sistema de aborto da missão Soyuz TMA-8 durante construção

No evento de uma falha catastrófica, a Soyuz tem uma série de modos de aborto automáticos ou semi automáticos para resgatar a tripulação. Os sistemas de aborto tem sido refinados desde os primeiros voos tripulados e todos os sistemas de aborto para a Soyuz MS são esperados que possam garantir a sobrevivência da tripulação.

## Modos de abortamento na decolagem
Os sistemas de abortamento da Soyuz são especialmente complicados por causa do projeto modular do veículo; apenas o módulo do meio é projetado para sobreviver a reentrada. Então numa emergência, o módulo utilitário e o de comando devem ser separados ao mesmo tempo (as vezes com o módulo de serviço ainda conectado), antes que a cápsula de pouso possa ser separada e orientada para a reentrada. Outras naves soviética, como a TKS, tentaram projetos parecidos com uma escotilha através do escudo térmico para resolver esse problema. O projeto modular também significa que a cápsula da Soyuz é contida numa coifa e removê-la sem colisão durante uma emergência é outra dificuldade que também precisa ser observada.

### "Jettisonable emergency escape head section"

Procedimento para aborto da Soyuz na plataforma de lançamento. A imagem mostra da esquerda para a direita: 1) O disparo do SAS levando o módulo de utilidade, a cápsula de pouso e a porção da coifa de carga do foguete. 2) A separação da cápsula de pouso do resto da construção. 3) A soltura dos paraquedas e a separação do escudo térmico. 4) O disparo dos motores de pouso

O sistema de aborto primário para uso no começo do voo é o "Jettisonable emergency escape head section", conhecido por sua abreviação russa como OGB SAS ou apenas SAS. É um Sistema de escape no lançamento projetado por uma equipe do OKB-1 na liderança de Sergei Korolev. O SAS principal é um propulsor de combustível sólido com vários bocais para controlar o movimento, colocados acima da cápsula Soyuz.
O SAS pode ser usado para separar a cápsula Soyuz do veículo de lançamento em até cerca de dois minutos e meio durante o voo. O sistema de escape no lançamento pode ser disparado por computadores abordo ou por comunicação via rádio com equipes em solo. Os computadores abordo usam instrumentos para detectar varias falhas possíveis, incluindo: separação prematura dos estágios, perda de pressão nas câmaras de combustão e perda de controle do foguete. Uma vez disparado, estruturas são liberadas para segurar a cápsula e o módulo de utilidade até que os motores de escape sejam exaustos e ejetados. Depois disso, a cápsula de pouso é separada, seu escudo térmico é ejetado e seus paraquedas são liberados.
No período entre a ejeção do SAS em T+115s até à ejeção da coifa em T+157s, um conjunto secundário de motores de foguete no topo da coifa podem propelir a escape head section para além do foguete no caso de uma emergência. Em contraste com o SAS, esses foguetes podem apenas mover a escape head section até uma pequena distância do foguete, já que nessas altitudes não há tempo o bastante para que o sistema de pouso seja liberado..

### Outros procedimentos de aborto
Em modelos iniciais da Soyuz, havia dois modos de aborto possíveis entre a ejeção do sistema de escape no lançamento até chegar em órbita. Uma pedia a separação de apenas os módulos superiores e uma descida controlada podia ser iniciada antes de carca T+522s. Outra separava todos os três módulos e iniciava uma descida balística após T+522s.
Ao contrário do ônibus espacial, a Soyuz não pode abortar para uma órbita menor (abort-to-orbit) pois seu terceiro estágio tem apenas um motor e não carrega o combustível de reserva para atingir a órbita com propulsão reduzida num estágio menor.

## Confiabilidade

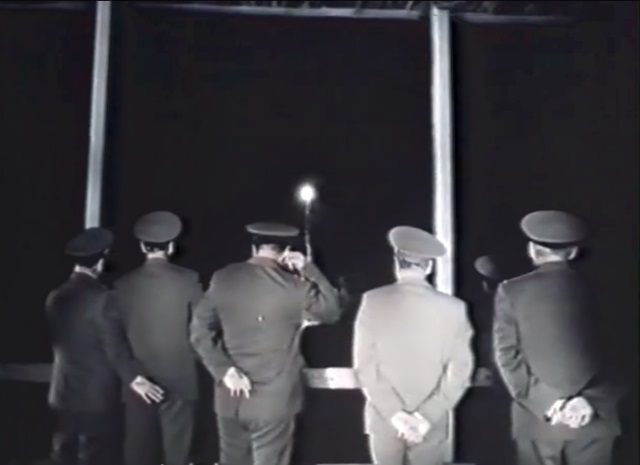
Esta imagem mostra a espaçonave Soyuz T-10-1 usando o Sistema de Aborto de Lançamento para se lançar longe do veículo de lançamento em caso de explosão.

Uma análise da confiabilidade geral da cápsula Soyuz foi publicada nos anos que antecederam a Aposentadoria do Ônibus Espacial em 2010 por individuais da NASA JSC e da ARES Corporation. O relatório concluiu que a cápsula atual não teve voos o suficiente para medir com confiabilidade a probabilidade de perda da missão, mas a história geral do programa mostra que ela performou-se de forma tão confiável do que quaisquer outros sistemas contemporâneos e que, enquanto o número possa ser melhorado, um aperfeiçoamento significante não era possível com a tecnologia de então.
Seguindo um defeito na ĉamara de impulso principal no sistema de escape no lançamento durante a missão Soyuz TMA-15 à Estação Espacial Internacional, preocupações foram levantadas por oficiais de organizações com a NASA e a Rússia, como o Machine Building Central Research Institute, sobre o controle de qualidade e a confiabilidade dos sistemas de emergência da Soyuz.

## Histórico de abortamento da Soyuz
Soyuz tem experimentado três abortos no lançamento e um aborto em órbita. Todas as tripulações sobreviveram aos eventos.

### Abortos durante o lançamento
| Data do lançamento     | Missão       | Causa da falha |
| ---------------------- | ------------ | --- |
| 5 de abril de 1975     | Soyuz 18a    | Falha na separação do segundo estágio antes da ignição do terceiro estágio. O computador de voo abordo detectou um desvio na trajetória e disparou o aborto automático. Já que a torre de escape já havia sido ejetada, os motores do módulo de serviço foram usados para o aborto. |
| 26 de setembro de 1983 | Soyuz T-10-1 | O foguete incendiou-se na plataforma de lançamento. O sistema de escape foi disparado, tirando a nave dois segundos antes do foguete explodir. Essa é, até hoje, o único aborto na plataforma de lançamento, com tripulação, bem sucedido.                                          |
| 11 de outubro de 2018  | Soyuz MS-10  | Uma anomalia ocorreu por volta da separação do propulsor, afetando os dois primeiros estágios. Imediatamente após o "staging" um aborto foi disparado, seguindo pela separação da cápsula, reentrada balística e pouso normal.                                                      |

### Abortos em órbita
| Data de lançamento  | Missão   | Causa da falha |
| ------------------- | -------- | --- |
| 10 de abril de 1979 | Soyuz 33 | O sistema de acoplagem Igla sofreu uma falha no motor. Após consideração da equipe em solo, a missão foi abortada ao dispararem os motores traseiros e iniciarem uma reentrada balística. |